# Aloe rossii
Aloe rossii é uma espécie de liliopsida do gênero Aloe, pertencente à família Asphodelaceae.